# Indigofera nugalensis
Indigofera nugalensis är en ärtväxtart som beskrevs av Mats Thulin. Indigofera nugalensis ingår i släktet indigosläktet, och familjen ärtväxter. Inga underarter finns listade i Catalogue of Life.